# Lumpzig
Lumpzig est une ancienne commune allemande de l'arrondissement du Pays-d'Altenbourg en Thuringe. Elle fait partie de la Communauté d'administration du pays d'Altenbourg.

## Géographie

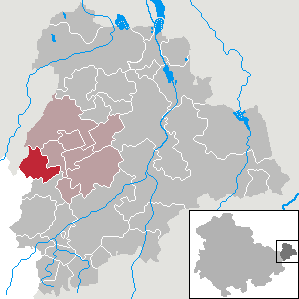
Situation de la commune (en rouge) dans l'arrondissement d'Altenbourg

Lumpzig est située à 12 km à l'ouest d'Altenbourg, le chef-lieu de l'arrondissement et à 9 km au nord-ouest de Schmölln, à la limite avec les arrondissements de Greiz en Thuringe et du Burgenland en Saxe-Anhalt. Elle est composée du village de Lumpzig et de cinq autres quartiers  : 
- Braunshain ;
- Großbraunshain ;
- Hartha ;
- Kleintauscha ;
- Prehna.

Communes limitrophes (en commençant par le nord et dans le sens des aiguilles d'une montre) : Starkenberg, Dobitschen, Wildenbörten, Reichstädt et Schnaudertal.

## Histoire
La première mention du village de Lumpzig date de 1140 sous le nom de Lomzke dans un document provenant de l'évêque de Naumbourg, Udo Ier.
Le village est durant tout le Moyen Âge un fief de la famille von Ende de Kayna. En 1668, un  château est édifié par Heinrich Hildebrand von Einsiedel. De 1948 à 2007, il servira de maison de retraite.
Lumpzig abrite le plus vieux moulin à vent de Thuringe encore en état, datant de 1732.

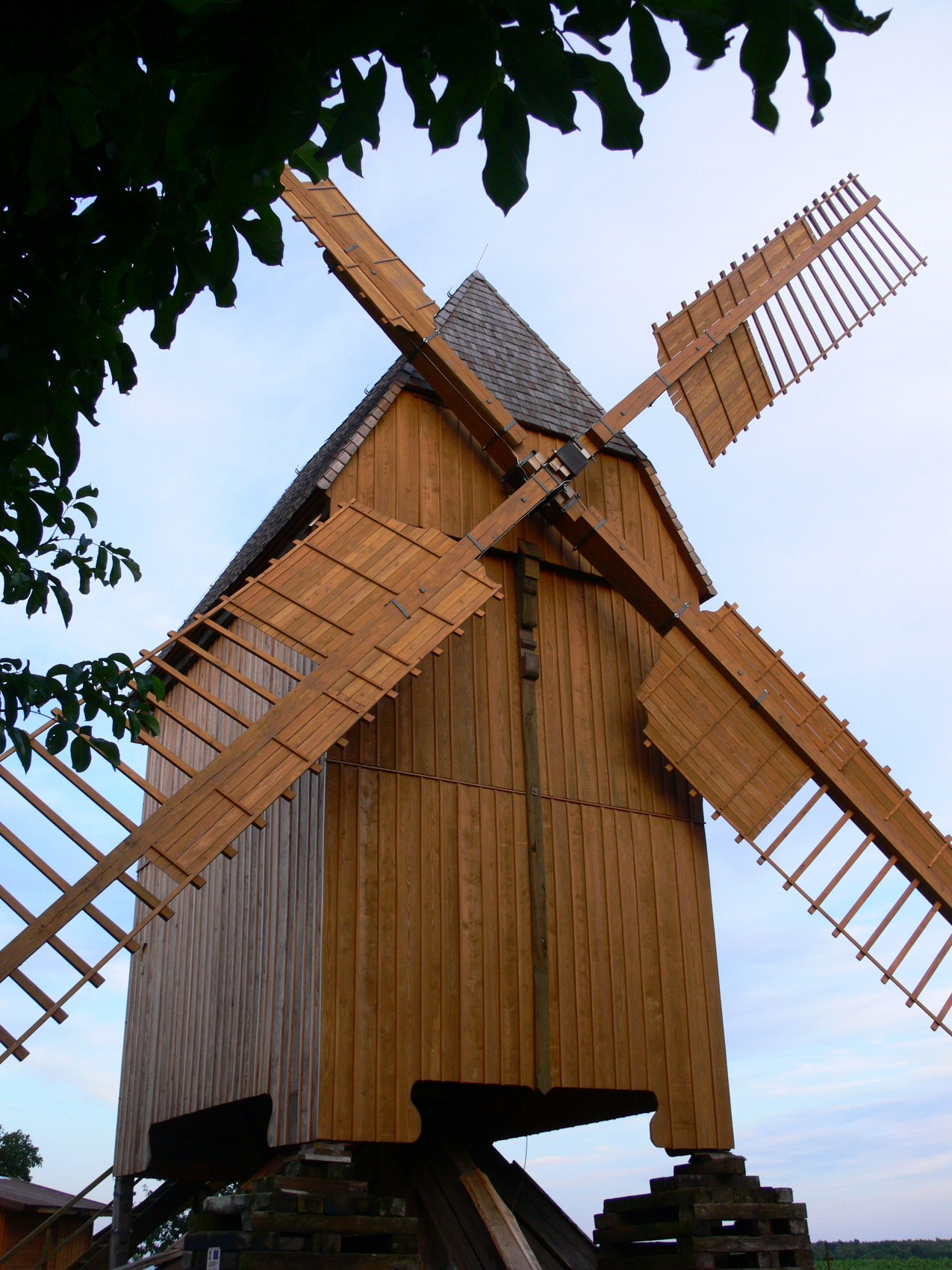
Le moulin à vent de Lumpzig

Les différents villages de la commune ont appartenu au duché de Saxe-Altenbourg (cercle oriental, Ostkreis), à part celui de Braunshain qui a fait partie du royaume de Prusse (arrondissement de Zeitz, district de Mersebourg, province de Saxe). Après l'abdication du dernier duc en 1920, Lumpzig est intégrée au nouveau land de Thuringe (arrondissement d'Altenbourg).
À l'époque de la RDA, la commune a appartenu au cercle de Schmölln et au district de Leipzig. En 1990, elle rejoint le nouvel arrondissement d'Altenbourg.
Le 1er juillet 1950, les communes de Großbraunshain, Hartha, Kleintauscha et Braunshain sont incorporées au territoire de Lumpzig. le 1er janvier 1957, c'est le tour de celle de Prehna.

## Démographie
Commune de Lumpzig dans ses limites actuelles : 
| 1900 | 1933 | 1939 | 1995 | 2000 | 2005 | 2010 |
| ---- | ---- | ---- | ---- | ---- | ---- | ---- |
| 869, | 848, | 813  | 647  | 670  | 661  | 561  |